# ROAL Motorsport
La ROAL Motorsport, precedentemente nota come Ravaglia Motorsport, è stata una scuderia automobilistica italiana con sede a Legnaro. Storica partner della BMW, è nota soprattutto per aver svolto il ruolo di scuderia semiufficiale per la casa bavarese nel campionato del mondo turismo, nelle Superstars Series e nel campionato italiano gran turismo. È stata attiva dal 2001 al 2018, anno in cui è stata venduta ad una concessionaria BMW di Padova.

## Storia

### Campionato del mondo turismo

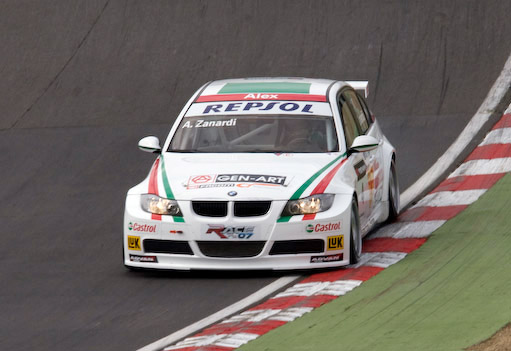
Alessandro Zanardi impegnato nella gara di Gran Bretagna nel 2008

Nel 2005, dopo la trasformazione del campionato europeo turismo nel campionato del mondo turismo, la scuderia si è iscritta, sempre come team ufficiale BMW, al neonato campionato. Alla guida delle sue due BMW 320i sono stati confermati Alessandro Zanardi e Antonio García. L'italiano ha concluso decimo in classifica generale, ottenendo anche una vittoria, mentre lo spagnolo si è classificato nono, senza però ottenere vittorie. La scuderia ha inoltre aiutato la BMW a vincere il titolo costruttori davanti, tra gli altri, ad Alfa Romeo e SEAT.
Per la stagione 2006, a fianco del confermato Zanardi, è stato ingaggiato Marcel Costa, poi sostituito da Duncan Huisman a partire dalla gara del Brasile. La scuderia ha inoltre ricevuto in consegna due nuovissime BMW 320si, che hanno sostituito le due vecchie 320i. Zanardi e Huisman si sono classificati rispettivamente undicesimo e tredicesimo con 26 e 22 punti, mentre Costa non si è classificato, non avendo ottenuto punti. La scuderia ha inoltre aiutato la BMW a vincere il suo secondo titolo costruttori, davanti a SEAT e Alfa Romeo.
Per la stagione 2007 è stato ingaggiato a fianco di Zanardi lo spagnolo Félix Porteiro. L'italiano si è classificato quindicesimo con 14 punti, mentre lo spagnolo si è classificato dodicesimo con 32 punti (ottenendo anche una vittoria). Come negli anni precedenti, la scuderia ha inoltre contribuito a far vincere alla BMW il suo terzo titolo costruttori consecutivo.
Per la stagione 2008 sono stati confermati Zanardi e Porteiro. L'italiano si è classificato tredicesimo con 36 punti (e una vittoria ottenuta), mentre lo spagnolo, mentre lo spagnolo si è classificato decimo con 51 punti (anch'egli con una vittoria ottenuta). Tra i costruttori la BMW non ha vinto per la prima volta il titolo dalla fondazione del WTCC, classificandosi seconda dietro a SEAT.
In vista della stagione 2009 è stato ingaggiato Sergio Hernández al posto di Porteiro. Zanardi si è classificato dodicesimo con 31 punti (con una vittoria), mentre Hernández si è classificato undicesimo con 36 punti (anch'egli con una vittoria). Tra i costruttori la BMW si è classificata ancora seconda, sempre dietro a SEAT.
Prima della stagione 2010 la BMW ha ridotto drasticamente il suo programma nel WTCC; per questo motivo la scuderia non ha potuto iscriversi al campionato. Per la stagione successiva la scuderia ha acquistato una nuova BMW 320 TC, alla guida della quale è stato ingaggiato Tom Coronel, e si è iscritta al campionato come scuderia privata, pur rimanendo un team cliente della BMW e non potendo di conseguenza partecipare ai trofei Yokohama riservati a piloti e scuderie privati. Coronel si è classificato quarto tra i piloti con 233 punti (il migliore tra i piloti BMW), ottenendo il miglior piazzamento nella storia scuderia. Tra i costruttori la BMW si è classificata seconda dietro la Chevrolet.
Per la stagione 2012 la scuderia ha acquistato una seconda 320 TC, alla guida della quale è stato ingaggiato Alberto Cerqui (sostituito poi da Kei Cozzolino per la gara di Macao). Coronel si è classificato quinto con 207 punti, mentre Cerqui si è classificato tredicesimo con 45 punti. Cozzolino non ha ottenuto punti e non si è quindi classificato. Tra i costruttori BMW si è invece classificata seconda dietro a Chevrolet.

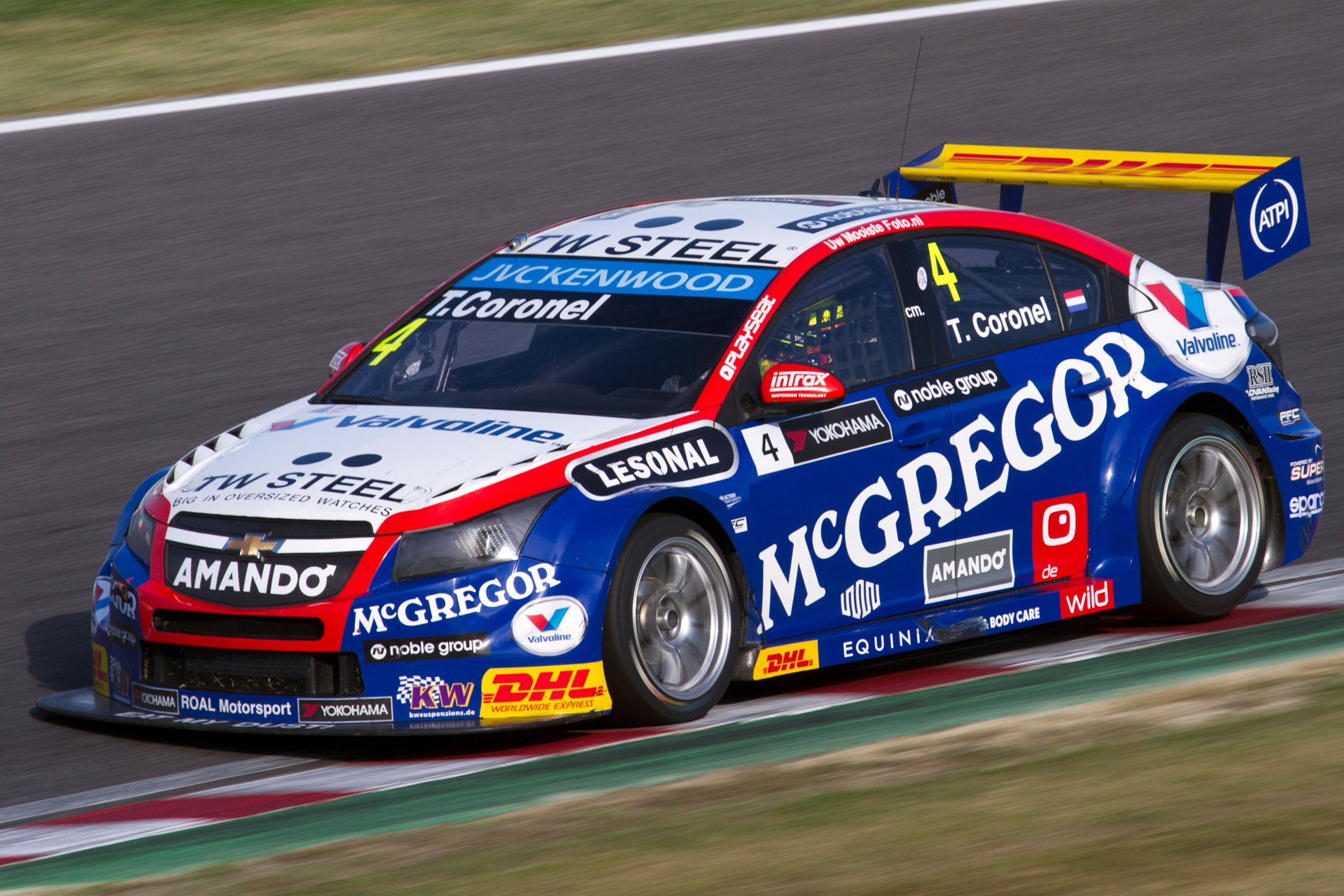
Tom Coronel impegnato nella gara del Giappone nel 2014

Per la stagione 2013 è stato ingaggiato l'hongkonghese Darryl O'Young a fianco di Coronel. A partire da questa stagione, inoltre, la BMW si è ritirata definitivamente dal WTCC e di conseguenza la ROAL è diventata una scuderia privata a tutti gli effetti, potendo quindi iscriversi ai trofei Yokohama. Coronel si è classificato decimo con 163 punti (con due vittorie ottenute), mentre O'Young si è classificato diciannovesimo con 7 punti. Nel trofeo Yokohama riservato alle scuderie private la ROAL si è inoltre classificata quinta.
Prima della stagione 2014 la FIA ha introdotto le nuove specifiche TC1. Per questo motivo la scuderia ha acquistato una Chevrolet Cruze con le nuove specifiche, alla guida della quale è stato confermato Coronel. La scuderia ha inoltre ingaggiato il britannico Tom Chilton per portare in pista una seconda Cruze di sua proprietà. Coronel si è classificato settimo con 159 punti, mentre Chilton si è classificato ottavo con 150 punti. Grazie alla vittoria ottenuta nella gara di Pechino, Chilton è stato inoltre l'unico pilota privato insieme a Gianni Morbidelli a vincere una gara. La ROAL si è inoltre aggiudicata il trofeo Yokohama riservato alle scuderie private, vincendo dopo nove anni il suo primo titolo nel WTCC.
Per la stagione 2015 sono stati confermati Coronel e Chilton. Il britannico si è classificato undicesimo con 96 punti, mentre l'olandese si è classificato tredicesimo con 39 punti. La scuderia si è inoltre aggiudicata il suo secondo trofeo Yokohama consecutivo.
In vista della stagione 2016 Chilton è stato ingaggiato dalla Sébastien Loeb Racing. Di conseguenza la ROAL ha iscritto al campionato solamente la sua Cruze, al volante della quale è stato confermato Coronel.

### Blancpain Endurance Series
Nel 2012 la ROAL, contemporaneamente al suo impegno nel WTCC, ha acquistato una BMW Z4 con specifiche GT3 e la ha iscritta alla gara di Spa-Francorchamps nella classe Pro-Am (riservata a equipaggi misti di piloti professionisti e dilettanti) delle Blancpain Endurance Series. Alla guida della vettura sono stati ingaggiati Tom Coronel (già pilota della scuderia nel WTCC), Edoardo Liberati, Michela Cerruti e Stefano Colombo.
Per la stagione successiva la ROAL si è iscritta come scuderia regolare. Alla guida della Z4 sono stati ingaggiati Michela Cerruti, Stefano Comandini e Edoardo Liberati, poi sostituito da Thomas Biagi, a sua volta sostituito da Luca Rangoni. Cerruti e Comandini si sono classificati ottavi con 40 punti tra i piloti, mentre la ROAL si è classificata settima con 36 punti tra le scuderie.
Per la stagione 2014 è stato ingaggiato Eugenio Amos al fianco di Comandini, mentre la Cerruti si è alternata con Stefano Colombo. Comandini e Amos si sono classificati sesti con 41 punti tra i piloti, mentre la ROAL si è classificata settima tra le scuderie.
Per la stagione 2015 la ROAL ha ridotto il suo impegno nel campionato, iscrivendosi solo alle gare del Paul Ricard e di Spa-Francorchamps. Al contempo la scuderia è però passata alla classe Pro (riservata ad equipaggi professionisti). Alla guida della Z4 sono stati ingaggiati Timo Glock, Bruno Sprengler e Alessandro Zanardi.
Per la stagione 2016 la ROAL firmato un contratto con la BMW Italia, ottenendo il supporto di quest'ultima. La scuderia ha inoltre acquistato una nuovissima BMW M6 con specifiche GT3, che è stata nuovamente iscritta alla classe Pro-Am. Alla guida della vettura sono stati ingaggiati Stefano Colombo, Max Koebolt e Giorgio Roda.

## Risultati

### Campionato europeo turismo
| Anno | Vettura  | Pilota              | 1        | 2       | 3         | 4        | 5        | 6         | 7        | 8         | 9         | 10        | 11        | 12        | 13        | 14       | 15        | 16        | 17        | 18        | 19        | 20        | PP  | Punti | PS | Punti |
| ---- | -------- | ------------------- | -------- | ------- | --------- | -------- | -------- | --------- | -------- | --------- | --------- | --------- | --------- | --------- | --------- | -------- | --------- | --------- | --------- | --------- | --------- | --------- | --- | ----- | -- | ----- |
| 2001 | BMW 320i | Peter Kox           | ITA 1    | CEC 1   | FRA Rit   | GBR 1    | BEL 2    | UNG 2     | AUT 9    | GER 2     | SPA 4     | POR SQ    |           |           |           |          |           |           |           |           |           |           | 1°  | 117   | 2° | 196   |
| 2001 | BMW 320i | Norman Simon        | ITA 4    | CEC 3   | FRA Rit   | GBR 2    | BEL 3    | UNG 15    | AUT 1    | GER 4     | SPA Rit   | POR Rit   |           |           |           |          |           |           |           |           |           |           | 4°  | 79    | 2° | 196   |
| 2002 | BMW 320i | Jordi Gené          | FRA 1 11 | FRA 2 8 | GBR 1 Rit | GBR 2 NP | CEC 1 16 | CEC 2 10  | SPA 1 9  | SPA 2 8   | SVE 1 5   | SVE 2 9   | GER 1 7   | GER 2 4   | BEL 1 Rit | BEL 2 4  | ITA 1 8   | ITA 2 10  | GBR 3 13  | GBR 4 3   | POR 1 Rit | POR 2 14† | 8°  | 12    | —  | —     |
| 2002 | BMW 320i | Fabrizio De Simone  | FRA 1 9  | FRA 2 9 | GBR 1 12  | GBR 2 9  | CEC 1 14 | CEC 2 9   | SPA 1 14 | SPA 2 Rit | SVE 1 7   | SVE 2 14† | GER 1 5   | GER 2 5   | BEL 1 Rit | BEL 2 NP | ITA 1 6   | ITA 2 Rit | GBR 3 Rit | GBR 4 NP  | POR 1 Rit | POR 2 NP  | 13° | 5     | —  | —     |
| 2002 | BMW 320i | Gianluca de Lorenzi | FRA 1    | FRA 2   | GBR 1     | GBR 2    | CEC 1    | CEC 2     | SPA 1    | SPA 2     | SVE 1     | SVE 2     | GER 1     | GER 2     | BEL 1     | BEL 2    | ITA 1 Rit | ITA 2 8   | GBR 3     | GBR 4     | POR 1     | POR 2     | NC  | 0     | —  | —     |
| 2003 | BMW 320i | Fabrizio Giovanardi | SPA 1 2  | SPA 2 5 | FRA 1 Rit | FRA 2 7  | ITA 1 10 | ITA 2 10  | CEC 1 3  | CEC 2     | GBR 3 11  | GBR 4 18† | BEL 1 5   | BEL 2 16† | SVE 1 10  | SVE 2 6  | GER 1 8   | GER 2 Rit | POR 1 10  | POR 2 12  | ITA 3 6   | ITA 4 5   | 9°  | 43    | —  | —     |
| 2003 | BMW 320i | Antonio Garcia      | SPA 1 3  | SPA 2 7 | FRA 1 14  | FRA 2 8  | ITA 1 9  | ITA 2 7   | CEC 1 2  | CEC 2 7   | GBR 3 Rit | GBR 4 NP  | BEL 1 17† | BEL 2 12  | SVE 1 2   | SVE 2 5  | GER 1 4   | GER 2     | POR 1 19† | POR 2 NP  | ITA 3 Rit | ITA 4 NP  | 8°  | 46    | —  | —     |
| 2003 | BMW 320i | Alessandro Zanardi  | SPA 1    | SPA 2   | FRA 1     | FRA 2    | ITA 1    | ITA 2     | CEC 1    | CEC 2     | GBR 3     | GBR 4     | BEL 1     | BEL 2     | SVE 1     | SVE 2    | GER 1     | GER 2     | POR 1     | POR 2     | ITA 3 Rit | ITA 4 7   | NC  | 0     | —  | —     |
| 2004 | BMW 320i | Alessandro Zanardi  | ITA 1 8  | ITA 2 9 | SPA 1 9   | SPA 2 10 | FRA 1 20 | FRA 2 16  | GER 1 12 | GER 2 9   | CEC 1 21† | CEC 2 17  | GBR 1 12  | GBR 2 7   | BEL 1 Rit | BEL 2 16 | ITA 3 13  | ITA 4 Rit | GER 3 Rit | GER 4 14  | DUB 1 7   | DUB 2 6   | 15° | 8     | —  | —     |
| 2004 | BMW 320i | Antonio García      | ITA 1 12 | ITA 2 6 | SPA 1 7   | SPA 2 15 | FRA 1 4  | FRA 2 Rit | GER 1 6  | GER 2     | CEC 1 3   | CEC 2 6   | GBR 1 10  | GBR 2 5   | BEL 1 6   | BEL 2 3  | ITA 3 9   | ITA 4 Rit | GER 3 9   | GER 4 Rit | DUB 1 9   | DUB 2 NP  | 7°  | 43    | —  | —     |

### Campionato del mondo turismo
| Anno | Vettura                 | Pilota             | 1         | 2         | 3         | 4         | 5         | 6         | 7         | 8         | 9         | 10        | 11       | 12        | 13        | 14        | 15        | 16        | 17        | 18        | 19        | 20        | 21        | 22        | 23        | 24        | PP  | Punti | PS | Punti |
| ---- | ----------------------- | ------------------ | --------- | --------- | --------- | --------- | --------- | --------- | --------- | --------- | --------- | --------- | -------- | --------- | --------- | --------- | --------- | --------- | --------- | --------- | --------- | --------- | --------- | --------- | --------- | --------- | --- | ----- | -- | ----- |
| 2005 | BMW 320i                | Alessandro Zanardi | ITA 1 10  | ITA 2 7   | FRA 1 15  | FRA 2 24  | GBR 1 23† | GBR 2 NP  | EUR 1 8   | EUR 2 6   | MES 1 13  | MES 2 Rit | BEL 1 NP | BEL 2 NP  | GER 1 8   | GER 2 1   | TUR 1 6   | TUR 2 3   | SPA 1 8   | SPA 2 5   | MAC 1 13  | MAC 2 4   |           |           |           |           | 10° | 36    | —  | —     |
| 2005 | BMW 320i                | Antonio García     | ITA 1 5   | ITA 2 3   | FRA 1 5   | FRA 2 4   | GBR 1 15  | GBR 2 Rit | EUR 1 2   | EUR 2 9   | MES 1 5   | MES 2     | BEL 1 6  | BEL 2 8   | GER 1 14  | GER 2 9   | TUR 1 4   | TUR 2 Rit | SPA 1 14  | SPA 2 6   | MAC 1 9   | MAC 2 NP  |           |           |           |           | 9°  | 51    | —  | —     |
| 2006 | BMW 320i                | Alessandro Zanardi | ITA 1 7   | ITA 2 23† | FRA 1 14  | FRA 2 Rit | GBR 1 10  | GBR 2 9   | GER 1 24  | GER 2 13  | BRA 1 10  | BRA 2 3   | MES 1 17 | MES 2 Rit | CEC 1 2   | CEC 2 22† | TUR 1     | TUR 2 9   | SPA 1 15  | SPA 2 17  | MAC 1 23  | MAC 2 9   |           |           |           |           | 11° | 26    | —  | —     |
| 2006 | BMW 320i                | Marcel Costa       | ITA 1 11  | ITA 2 Rit | FRA 1 Rit | FRA 2 Rit | GBR 1 11  | GBR 2 Rit | GER 1 18  | GER 2 16  | BRA 1     | BRA 2     | MES 1    | MES 2     | CEC 1     | CEC 2     | TUR 1     | TUR 2     | SPA 1     | SPA 2     | MAC 1     | MAC 2     |           |           |           |           | NC  | 0     | —  | —     |
| 2006 | BMW 320i                | Duncan Huisman     | ITA 1     | ITA 2     | FRA 1     | FRA 2     | GBR 1     | GBR 2     | GER 1     | GER 2     | BRA 1 11  | BRA 2 16  | MES 1 21 | MES 2 11  | CEC 1 18  | CEC 2 9   | TUR 1 5   | TUR 2 10  | SPA 1 7   | SPA 2     | MAC 1 2   | MAC 2 13  |           |           |           |           | 13° | 22    | —  | —     |
| 2007 | BMW 320si               | Alessandro Zanardi | BRA 1 7   | BRA 2 6   | OLA 1 12  | OLA 2 11  | SPA 1 Rit | SPA 2 NP  | FRA 1 Rit | FRA 2 9   | CEC 1 3   | CEC 2 20  | POR 1 16 | POR 2 15  | SVE 1 20  | SVE 2 15  | GER 1 Rit | GER 2 15  | GBR 1 15  | GBR 2 Rit | ITA 1 13  | ITA 2 6   | MAC 1 10  | MAC 2 Rit |           |           | 15° | 14    | —  | —     |
| 2007 | BMW 320si               | Félix Porteiro     | BRA 1 Rit | BRA 2 Rit | OLA 1 11  | OLA 2 8   | SPA 1 Rit | SPA 2 19  | FRA 1 5   | FRA 2 Rit | CEC 1     | CEC 2 3   | POR 1 17 | POR 2 18  | SVE 1 14  | SVE 2 16  | GER 1 Rit | GER 2 20  | GBR 1 9   | GBR 2     | ITA 1 18  | ITA 2 Rit | MAC 1 12  | MAC 2 7   |           |           | 12° | 32    | —  | —     |
| 2008 | BMW 320si               | Alessandro Zanardi | BRA 1 15  | BRA 2 11  | MES 1 15  | MES 2 11  | SPA 1 12  | SPA 2 18  | FRA 1 12  | FRA 2 11  | CEC 1     | CEC 2     | POR 1 20 | POR 2 13  | GBR 1 4   | GBR 2 3   | GER 1 12  | GER 2 19  | EUR 1 12  | EUR 2 9   | ITA 1 8   | ITA 2 7   | GPN 1 13  | GPN 2 Rit | MAC 1 23† | MAC 2 5   | 13° | 36    | —  | —     |
| 2008 | BMW 320si               | Félix Porteiro     | BRA 1 6   | BRA 2 3   | MES 1 16  | MES 2 20† | SPA 1 22  | SPA 2 10  | FRA 1 15  | FRA 2 12  | CEC 1 2   | CEC 2 4   | POR 1 8  | POR 2 4   | GBR 1 6   | GBR 2     | GER 1 8   | GER 2 1   | EUR 1 10  | EUR 2 Rit | ITA 1 NC  | ITA 2 12  | GPN 1 Rit | GPN 2 8   | MAC 1 14  | MAC 2 NP  | 10° | 51    | —  | —     |
| 2009 | BMW 320si               | Alessandro Zanardi | BRA 1 10  | BRA 2 14  | MES 1 13  | MES 2 6   | MAR 1 Rit | MAR 2 NP  | FRA 1 NC  | FRA 2 5   | SPA 1 12  | SPA 2 5   | CEC 1    | CEC 2 Rit | POR 1 12  | POR 2 10  | GBR 1 12  | GBR 2 12  | GER 1 17  | GER 2 Rit | ITA 1 4   | ITA 2 4   | GPN 1 15  | GPN 2 17  | MAC 1 9   | MAC 2 9   | 12° | 31    | —  | —     |
| 2009 | BMW 320si               | Sergio Hernández   | BRA 1 6   | BRA 2 10  | MES 1 9   | MES 2 5   | MAR 1 14  | MAR 2 Rit | FRA 1 5   | FRA 2 Rit | SPA 1 8   | SPA 2 6   | CEC 1 5  | CEC 2 1   | POR 1 Rit | POR 2 NP  | GBR 1 16  | GBR 2 9   | GER 1 8   | GER 2 5   | ITA 1 7   | ITA 2 11  | GPN 1 Rit | GPN 2 12  | MAC 1 10  | MAC 2 11  | 11° | 36    | —  | —     |
| 2011 | BMW 320 TC              | Tom Coronel        | BRA 1 4   | BRA 2     | BEL 1 Rit | BEL 2 NP  | ITA 1 5   | ITA 2 15  | UNG 1 18† | UNG 2 4   | CEC 1 4   | CEC 2     | POR 1 6  | POR 2 5   | GBR 1 4   | GBR 2 4   | GER 1 10  | GER 2 4   | SPA 1 3   | SPA 2 7   | GPN 1 NC  | GPN 2 1   | CIN 1 5   | CIN 2 5   | MAC 1 4   | MAC 2     | 4°  | 233   | —  | —     |
| 2012 | BMW 320 TC              | Tom Coronel        | ITA 1 5   | ITA 2 4   | SPA 1 3   | SPA 2     | MAR 1 8   | MAR 2 4   | SVC 1 14  | SVC 2 4   | UNG 1 6   | UNG 2 12  | AUT 1 8  | AUT 2 3   | POR 1 6   | POR 2 3   | BRA 1 8   | BRA 2 7   | USA 1 8   | USA 2 5   | GPN 1 6   | GPN 2 15  | CIN 1 4   | CIN 2 3   | MAC 1 6   | MAC 2 Rit | 5°  | 207   | 2° | 178   |
| 2012 | BMW 320 TC              | Alberto Cerqui     | ITA 1 10  | ITA 2 9   | SPA 1 13  | SPA 2 Rit | MAR 1 15  | MAR 2 Rit | SVC 1 4   | SVC 2 8   | UNG 1 13  | UNG 2 18  | AUT 1 13 | AUT 2 7   | POR 1 8   | POR 2 6   | BRA 1 NC  | BRA 2 Rit | USA 1 Rit | USA 2 13  | GPN 1 Rit | GPN 2 14  | CIN 1 7   | CIN 2 9   | MAC 1     | MAC 2     | 13° | 45    | 2° | 178   |
| 2012 | BMW 320 TC              | Kei Cozzolino      | ITA 1     | ITA 2     | SPA 1     | SPA 2     | MAR 1     | MAR 2     | SVC 1     | SVC 2     | UNG 1     | UNG 2     | AUT 1    | AUT 2     | POR 1     | POR 2     | BRA 1     | BRA 2     | USA 1     | USA 2     | GPN 1     | GPN 2     | CIN 1     | CIN 2     | MAC 1 20† | MAC 2 19† | NC  | 0     | 2° | 178   |
| 2013 | BMW 320 TC              | Tom Coronel        | ITA 1 9   | ITA 2 11  | MAR 1 9   | MAR 2 6   | SVC 1 5   | SVC 2 1   | UNG 1 6   | UNG 2 6   | AUT 1 10  | AUT 2 10  | RUS 1 2  | RUS 2 14  | POR 1 7   | POR 2 8   | ARG 1 NC  | ARG 2 9   | USA 1 7   | USA 2 6   | GPN 1 8   | GPN 2 1   | CIN 1 12  | CIN 2 8   | MAC 1 10  | MAC 2 3   | 10° | 163   | 5° | 84    |
| 2013 | BMW 320 TC              | Darryl O'Young     | ITA 1 13  | ITA 2 12  | MAR 1 12  | MAR 2 9   | SVC 1 14  | SVC 2 10  | UNG 1 NC  | UNG 2 10  | AUT 1 20† | AUT 2 NP  | RUS 1 20 | RUS 2 9   | POR 1 12  | POR 2 13  | ARG 1 15  | ARG 2 18  | USA 1 Rit | USA 2 12  | GPN 1 13  | GPN 2 10  | CIN 1 20  | CIN 2 30† | MAC 1 12  | MAC 2 Rit | 19° | 7     | 5° | 84    |
| 2014 | Chevrolet RML Cruze TC1 | Tom Chilton        | MAR 1 4   | MAR 2 4   | FRA 1 9   | FRA 2 15  | UNG 1 13  | UNG 2 7   | SVC 1 5   | SVC 2 C   | AUT 1 6   | AUT 2 Rit | RUS 1 5  | RUS 2 6   | BEL 1 10  | BEL 2 10  | ARG 1 6   | ARG 2 Rit | PEC 1     | PEC 2 8   | CIN 1 Rit | CIN 2 7   | GPN 1 2   | GPN 2 10  | MAC 1 12  | MAC 2 7   | 8°  | 150   | 1° | 255   |
| 2014 | Chevrolet RML Cruze TC1 | Tom Coronel        | MAR 1 Rit | MAR 2 Rit | FRA 1 NP  | FRA 2 NP  | UNG 1 8   | UNG 2 4   | SVC 1 4   | SVC 2 C   | AUT 1 2   | AUT 2 5   | RUS 1 8  | RUS 2 4   | BEL 1 5   | BEL 2 3   | ARG 1 11  | ARG 2 10  | PEC 1 17† | PEC 2     | CIN 1 8   | CIN 2 6   | GPN 1 7   | GPN 2 4   | MAC 1 7   | MAC 2 8   | 7°  | 159   | 1° | 255   |
| 2015 | Chevrolet RML Cruze TC1 | Tom Chilton        | ARG 1 8   | ARG 2 8   | MAR 1 14  | MAR 2 4   | UNG 1 7   | UNG 2 3   | GER 1 9   | GER 2 NP  | RUS 1 6   | RUS 2 9   | SVC 1 7  | SVC 2 Rit | FRA 1 5   | FRA 2 8   | POR 1 14  | POR 2 13  | GPN 1 Rit | GPN 2 6   | CIN 1 Rit | CIN 2 NP  | THA 1 11† | THA 2 4   | QAT 1 13  | QAT 2 13  | 11° | 96    | 1° | 193   |
| 2015 | Chevrolet RML Cruze TC1 | Tom Coronel        | ARG 1 14† | ARG 2 Rit | MAR 1 Rit | MAR 2 Rit | UNG 1 10  | UNG 2     | GER 1 Rit | GER 2 8   | RUS 1 17† | RUS 2 10  | SVC 1 9  | SVC 2 10  | FRA 1 12  | FRA 2 7   | POR 1 12  | POR 2 11  | GPN 1 Rit | GPN 2 7   | CIN 1 Rit | CIN 2 NP  | THA 1 Rit | THA 2 NP  | QAT 1 11  | QAT 2 12  | 13° | 39    | 1° | 193   |
| 2016 | Chevrolet RML Cruze TC1 | Tom Coronel        | FRA 1 9   | FRA 2 11  | SVC 1 15  | SVC 2 9   | UNG 1 14  | UNG 2 7   | MAR 1     | MAR 2 8   | GER 1 Rit | GER 2 NP  | RUS 1 12 | RUS 2 Rit | POR 1     | POR 2 16  | ARG 1 7   | ARG 2     | GPN 1 17  | GPN 2 14  | CIN 1 7   | CIN 2 10  | QAT 1 12  | QAT 2 9   |           |           | 11° | 111   | 2° | 126   |
| 2017 | Chevrolet RML Cruze TC1 | Tom Coronel        | MAR 1 8   | MAR 2 8   | ITA 1 6   | ITA 2 11  | UNG 1 9   | UNG 2 9   | GER 1 8   | GER 2 7   | POR 1 NP  | POR 2 NP  | ARG 1 9  | ARG 2 10  | CIN 1 7†  | CIN 2 9   | GPN 1 13  | GPN 2 13  | MAC 1 2   | MAC 2 6   | QAT 1 11  | QAT 2 11  |           |           |           |           | 11° | 69    | 5° | 91,5  |

### Superstars Series
| Anno | Vettura      | Pilota            | 1        | 2         | 3         | 4         | 5         | 6         | 7         | 8         | 9         | 10       | 11      | 12        | 13       | 14        | 15       | 16        | PP | Punti | PS | Punti |
| ---- | ------------ | ----------------- | -------- | --------- | --------- | --------- | --------- | --------- | --------- | --------- | --------- | -------- | ------- | --------- | -------- | --------- | -------- | --------- | -- | ----- | -- | ----- |
| 2008 | BMW M3 (E90) | Luca Rangoni      | VAL      | MUG       | MON       | MAG       | VAL       | VAR 1     | MIS       | ADR       |           |          |         |           |          |           |          |           | 8° | 23    | —  | —     |
| 2008 | BMW M3 (E90) | Kristian Ghedina  | VAL 3    | MUG 4     | MON 3     | MAG NP    | VAL       | VAR 5     | MIS 5     | ADR 6     |           |          |         |           |          |           |          |           | 5° | 56    | —  | —     |
| 2009 | BMW M3 (E90) | Gianni Morbidelli | IMO 1 2  | IMO 2 Rit | ADR 1 Rit | ADR 2 4   | MAG 1     | MAG 2     | MUG 1 11  | MUG 2 12  | POR 1     | POR 2 1  | VAL 1   | VAL 2 1   | MUG 3 2  | MUG 4 5   | MON 1 9  | MON 2 1   | 1° | 197   | 2° | 259   |
| 2009 | BMW M3 (E90) | Francesco Ascani  | IMO 1 4  | IMO 2 8   | ADR 1 6   | ADR 2 8   | MAG 1 12  | MAG 2 6   | MUG 1 6   | MUG 2 7   | POR 1 7   | POR 2 15 | VAL 1 7 | VAL 2 Rit | MUG 3 5  | MUG 4 Rit | MON 1 5  | MON 2 Rit | 8° | 62    | 2° | 259   |
| 2010 | BMW M3 (E92) | Thomas Biagi      | MON 1 4  | MON 2 4   | IMO 1     | IMO 2     | VAL 1 4   | VAL 2 4   | POR 1 2   | POR 2 5   | MUG 1 4   | MUG 2 7  | VAR 1   | VAR 2 Rit | CPR 1 6  | CPR 2     | VAL 3    | VAL 4 5   | 1° | 178   | —  | —     |
| 2010 | BMW M3 (E92) | Gianni Morbidelli | MON 1 3  | MON 2 Rit | IMO 1 5   | IMO 2 17  | VAL 1     | VAL 2 Rit | POR 1 6   | POR 2     | MUG 1 2   | MUG 2 3  | VAR 1 4 | VAR 2 4   | CPR 1 2  | CPR 2 Rit | VAL 3 12 | VAL 4 18  | 4° | 126   | —  | —     |
| 2010 | BMW M3 (E92) | Stefano Gabellini | MON 1 10 | MON 2 Rit | IMO 1 20  | IMO 2 Rit | VAL 1 7   | VAL 2 5   | POR 1 4   | POR 2 1   | MUG 1 6   | MUG 2 4  | VAR 1 2 | VAR 2 Rit | CPR 1 8  | CPR 2 5   | VAL 3 4  | VAL 4     | 5° | 106   | —  | —     |
| 2010 | BMW M3 (E92) | Luca Cappellari   | MON 1 7  | MON 2 7   | IMO 1 10  | IMO 2 7   | VAL 1 6   | VAL 2 8   | POR 1 Rit | POR 2 7   | MUG 1 8   | MUG 2 6  | VAR 1 5 | VAR 2 1   | CPR 1 11 | CPR 2 9   | VAL 3 10 | VAL 4 9   | 8° | 69    | —  | —     |
| 2011 | BMW M3 (E92) | Alberto Cerqui    | MON 1 5  | MON 2 5   | MIS 1 3   | MIS 2 19  | MIS 3 1   | MIS 4 3   | SPA 1 7   | SPA 2 Rit | MUG 1     | MUG 2 1  | VAL 1 3 | VAL 2 6   |          |           |          |           | 1° | 126   | 1° | 357   |
| 2011 | BMW M3 (E92) | Thomas Biagi      | MON 1 4  | MON 2 8   | MIS 1 4   | MIS 2     | MIS 3     | MIS 4 18  | SPA 1 6   | SPA 2 4   | MUG 1 4   | MUG 2    | VAL 1 4 | VAL 2 10  |          |           |          |           | 4° | 104   | 1° | 357   |
| 2011 | BMW M3 (E92) | Stefano Gabellini | MON 1 6  | MON 2 6   | MIS 1 9   | MIS 2 6   | MIS 3 Rit | MIS 4 5   | SPA 1 17  | SPA 2 5   | MUG 1 Rit | MUG 2 4  | VAL 1 5 | VAL 2 7   |          |           |          |           | 7° | 58    | 1° | 357   |

### Campionato italiano gran turismo
| Anno | Vettura    | Pilota             | 1        | 2         | 3        | 4         | 5       | 6        | 7         | 8         | 9         | 10        | 11        | 12        | 13       | 14        | PP  | Punti | PS | Punti |
| ---- | ---------- | ------------------ | -------- | --------- | -------- | --------- | ------- | -------- | --------- | --------- | --------- | --------- | --------- | --------- | -------- | --------- | --- | ----- | -- | ----- |
| 2012 | BMW Z4 GT3 | Thomas Biagi       | VAL 1 2  | VAL 2 1   | MUG 1 3  | MUG 2 1   | MIS 1 6 | MIS 2 5  | RBR 1 4   | RBR 2 Rit | IMO 1 3   | IMO 2 Rit | MUG 3 1   | MUG 4 1   | MON 1 8  | MON 2 Rit | 1°  | 143   | —  | —     |
| 2012 | BMW Z4 GT3 | Stefano Colombo    | VAL 1 2  | VAL 2 1   | MUG 1 3  | MUG 2 1   | MIS 1 6 | MIS 2 5  | RBR 1 4   | RBR 2 Rit | IMO 1 3   | IMO 2 Rit | MUG 3 1   | MUG 4 1   | MON 1 8  | MON 2 Rit | 1°  | 143   | —  | —     |
| 2012 | BMW Z4 GT3 | Michela Cerruti    | VAL 1 6  | VAL 2 6   | MUG 1    | MUG 2 7   | MIS 1 7 | MIS 2 3  | RBR 1 7   | RBR 2 6   | IMO 1 5   | IMO 2 5   | MUG 3 4   | MUG 4 2   | MON 1 9  | MON 2 7   | 10° | 99    | —  | —     |
| 2012 | BMW Z4 GT3 | Edoardo Liberati   | VAL 1 6  | VAL 2 6   | MUG 1    | MUG 2 7   | MIS 1 7 | MIS 2 3  | RBR 1 7   | RBR 2 6   | IMO 1 5   | IMO 2 5   | MUG 3 4   | MUG 4 2   | MON 1 9  | MON 2 7   | 10° | 99    | —  | —     |
| 2013 | BMW Z4 GT3 | Stefano Colombo    | MIS 1 4  | MIS 2 8   | RBR 1 4  | RBR 2 5   | MUG 1 2 | MUG 2    | IMO 1 8   | IMO 2 6   | IMO 3 1   | IMO 4 9   | VAL 1     | VAL 2     | MON 1 7  | MON 2 Rit | 3°  | 125   | 1° | 159   |
| 2013 | BMW Z4 GT3 | Stefano Comandini  | MIS 1 4  | MIS 2 8   | RBR 1 4  | RBR 2 5   | MUG 1 2 | MUG 2    | IMO 1 8   | IMO 2 6   | IMO 3 1   | IMO 4 9   | VAL 1     | VAL 2     | MON 1 7  | MON 2 Rit | 3°  | 125   | 1° | 159   |
| 2013 | BMW Z4 GT3 | Michela Cerruti    | MIS 1 7  | MIS 2 6   | RBR 1 11 | RBR 2 4   | MUG 1 3 | MUG 2 4  | IMO 1 4   | IMO 2 9   | IMO 3 2   | IMO 4 1   | VAL 1 8   | VAL 2 Rit | MON 1 4  | MON 2 7   | 12° | 97    | 1° | 159   |
| 2015 | BMW Z4 GT3 | Stefano Comandini  | VAL 1 13 | VAL 2 18  | MON 1 19 | MON 2 Rit | IMO 1 7 | IMO 2 19 | MUG 1 Rit | MUG 2 1   | VAL 3 Rit | VAL 4     | MIS 1 Rit | MIS 2 8   | MUG 3 4  | MUG 4 7   | 15° | 47    | 7° | 49    |
| 2015 | BMW Z4 GT3 | Andrea Gagliardini | VAL 1 13 | VAL 2 18  | MON 1 19 | MON 2 Rit | IMO 1 7 | IMO 2 19 | MUG 1 Rit | MUG 2 1   | VAL 3 Rit | VAL 4     | MIS 1 Rit | MIS 2 8   | MUG 3 4  | MUG 4 7   | 15° | 47    | 7° | 49    |
| 2015 | BMW Z4 GT3 | Luca Rangoni       | VAL 1 19 | VAL 2 13  | MON 1    | MON 2     | IMO 1   | IMO 2    | MUG 1     | MUG 2     | VAL 3     | VAL 4     | MIS 1     | MIS 2     | MUG 3    | MUG 4     | NC  | 0     | 7° | 49    |
| 2015 | BMW Z4 GT3 | Daniele Mulacchè   | VAL 1 19 | VAL 2 13  | MON 1    | MON 2     | IMO 1   | IMO 2    | MUG 1     | MUG 2     | VAL 3     | VAL 4     | MIS 1     | MIS 2     | MUG 3    | MUG 4     | NC  | 0     | 7° | 49    |
| 2015 | BMW Z4 GT3 | Michela Cerruti    | VAL 1    | VAL 2     | MON 1 11 | MON 2 9   | IMO 1   | IMO 2    | MUG 1     | MUG 2     | VAL 3     | VAL 4     | MIS 1     | MIS 2     | MUG 3    | MUG 4     | 49° | 2     | 7° | 49    |
| 2016 | BMW M6 GT3 | Stefano Comandini  | MON 1 4  | MON 2 14  | IMO 1 NP | IMO 2 5   | MIS 1   | MIS 2 11 | MUG 1 15  | MUG 2     | VAL 1 8   | VAL 2 4   | IMO 3 5   | IMO 4 3   | MUG 3 18 | MUG 4     | 11° | 88,5  | 5° | 113,5 |
| 2016 | BMW M6 GT3 | Alberto Cerqui     | MON 1 4  | MON 2 14  | IMO 1 NP | IMO 2 5   | MIS 1   | MIS 2 11 | MUG 1 15  | MUG 2     | VAL 1 8   | VAL 2 4   | IMO 3 5   | IMO 4 3   | MUG 3 18 | MUG 4     | 11° | 88,5  | 5° | 113,5 |
| 2016 | BMW M6 GT3 | Alessandro Zanardi | MON 1    | MON 2     | IMO 1    | IMO 2     | MIS 1   | MIS 2    | MUG 1     | MUG 2     | VAL 1     | VAL 2     | IMO 3     | IMO 4     | MUG 3 6  | MUG 4 1   | 22° | 25    | 5° | 113,5 |
| 2017 | BMW M6 GT3 | Stefano Comandini  | IMO 1 6  | IMO 2 6   | MIS 1 2  | MIS 2 5   | MON 1 5 | MON 2 7  | MUG 1     | MUG 2 9   | IMO 3     | IMO 4 15  | VAL 1 NP  | VAL 2 NP  | MUG 3 NP | MUG 4 NP  | 1°  | 187   | —  | —     |
| 2017 | BMW M6 GT3 | Alberto Cerqui     | IMO 1 6  | IMO 2 6   | MIS 1 2  | MIS 2 5   | MON 1 5 | MON 2 7  | MUG 1     | MUG 2 9   | IMO 3     | IMO 4 15  | VAL 1 NP  | VAL 2 NP  | MUG 3 NP | MUG 4 NP  | 1°  | 187   | —  | —     |
| 2018 | BMW M6 GT3 | Stefano Comandini  | IMO 1 3  | IMO 2 Rit | LEC 1    | LEC 2     | MIS 1 3 | MIS 2 6  | MUG 1     | MUG 2 4   | VAL 1 6   | VAL 2 7   | MON 1 3   | MON 2 Rit | MUG 3 2  | MUG 4 8   | 6°  | 96    | —  | —     |
| 2018 | BMW M6 GT3 | Alberto Cerqui     | IMO 1 3  | IMO 2 Rit | LEC 1    | LEC 2     | MIS 1   | MIS 2    | MUG 1     | MUG 2     | VAL 1     | VAL 2     | MON 1     | MON 2     | MUG 3    | MUG 4     | 33° | 12    | —  | —     |
| 2018 | BMW M6 GT3 | Bruno Spengler     | IMO 1    | IMO 2     | LEC 1    | LEC 2     | MIS 1 3 | MIS 2 6  | MUG 1     | MUG 2     | VAL 1     | VAL 2     | MON 1     | MON 2     | MUG 3    | MUG 4     | 29° | 17    | —  | —     |
| 2018 | BMW M6 GT3 | Jesse Krohn        | IMO 1    | IMO 2     | LEC 1    | LEC 2     | MIS 1   | MIS 2    | MUG 1     | MUG 2 4   | VAL 1     | VAL 2     | MON 1     | MON 2     | MUG 3    | MUG 4     | 22° | 28    | —  | —     |
| 2018 | BMW M6 GT3 | Max Koebolt        | IMO 1    | IMO 2     | LEC 1    | LEC 2     | MIS 1   | MIS 2    | MUG 1     | MUG 2     | VAL 1 6   | VAL 2 7   | MON 1 3   | MON 2 Rit | MUG 3 2  | MUG 4 8   | 18° | 39    | —  | —     |

### Blancpain Endurance Series
| Anno | Vettura    | Pilota             | 1       | 2      | 3       | 4         | 5          | 6           | 7       | 8   | PP  | Punti | PS  | Punti |
| ---- | ---------- | ------------------ | ------- | ------ | ------- | --------- | ---------- | ----------- | ------- | --- | --- | ----- | --- | ----- |
| 2012 | BMW Z4 GT3 | Tom Coronel        | MON     | SIL    | PRI     | SPA 6h ?  | SPA 12h ?  | SPA 24h 29  | NÜR     | NAV | NC  | 0     | NC  | 0     |
| 2012 | BMW Z4 GT3 | Edoardo Liberati   | MON     | SIL    | PRI     | SPA 6h ?  | SPA 12h ?  | SPA 24h 29  | NÜR     | NAV | NC  | 0     | NC  | 0     |
| 2012 | BMW Z4 GT3 | Michela Cerruti    | MON     | SIL    | PRI     | SPA 6h ?  | SPA 12h ?  | SPA 24h 29  | NÜR     | NAV | NC  | 0     | NC  | 0     |
| 2012 | BMW Z4 GT3 | Stefano Colombo    | MON     | SIL    | PRI     | SPA 6h ?  | SPA 12h ?  | SPA 24h 29  | NÜR     | NAV | NC  | 0     | NC  | 0     |
| 2013 | BMW Z4 GT3 | Michela Cerruti    | MON 47  | SIL 21 | PRI 19  | SPA 6h 39 | SPA 12h 42 | SPA 24h 49  | NÜR 12  |     | 9°  | 36    | 7°  | 36    |
| 2013 | BMW Z4 GT3 | Stefano Comandini  | MON 47  | SIL 21 | PRI 19  | SPA 6h 39 | SPA 12h 42 | SPA 24h 49  | NÜR 12  |     | 9°  | 36    | 7°  | 36    |
| 2013 | BMW Z4 GT3 | Edoardo Liberati   | MON 47  | SIL    | PRI     | SPA 6h    | SPA 12h    | SPA 24h     | NÜR     |     | NC  | 0     | 7°  | 36    |
| 2013 | BMW Z4 GT3 | Thomas Biagi       | MON     | SIL 21 | PRI 19  | SPA 6h    | SPA 12h    | SPA 24h     | NÜR     |     | 29° | 12    | 7°  | 36    |
| 2013 | BMW Z4 GT3 | Luca Rangoni       | MON     | SIL    | PRI     | SPA 6h 39 | SPA 12h 42 | SPA 24h 49  | NÜR     |     | NC  | 0     | 7°  | 36    |
| 2014 | BMW Z4 GT3 | Stefano Comandini  | MON 6   | SIL 12 | PRI 19  | SPA 6h 39 | SPA 12h 44 | SPA 24h 35  | NÜR Rit |     | 6°  | 41    | 7°  | 41    |
| 2014 | BMW Z4 GT3 | Eugenio Amos       | MON 6   | SIL 12 | PRI 19  | SPA 6h 39 | SPA 12h 44 | SPA 24h 35  | NÜR Rit |     | 6°  | 41    | 7°  | 41    |
| 2014 | BMW Z4 GT3 | Stefano Colombo    | MON 6   | SIL    | PRI 19  | SPA 6h 39 | SPA 12h 44 | SPA 24h 35  | NÜR     |     | 10° | 26    | 7°  | 41    |
| 2014 | BMW Z4 GT3 | Michela Cerruti    | MON     | SIL 12 | PRI     | SPA 6h 39 | SPA 12h 44 | SPA 24h 35  | NÜR Rit |     | 19° | 15    | 7°  | 41    |
| 2015 | BMW Z4 GT3 | Timo Glock         | MON     | SIL    | PRI Rit | SPA 6h 13 | SPA 12h 7  | SPA 24h 25  | NÜR     |     | 25° | 4     | 15° | 7     |
| 2015 | BMW Z4 GT3 | Bruno Spengler     | MON     | SIL    | PRI Rit | SPA 6h 13 | SPA 12h 7  | SPA 24h 25  | NÜR     |     | 25° | 4     | 15° | 7     |
| 2015 | BMW Z4 GT3 | Alessandro Zanardi | MON     | SIL    | PRI Rit | SPA 6h 13 | SPA 12h 7  | SPA 24h 25  | NÜR     |     | 25° | 4     | 15° | 7     |
| 2016 | BMW M6 GT3 | Stefano Colombo    | MON Rit | SIL 30 | PRI 30  | SPA 6h 62 | SPA 12h 63 | SPA 24h Rit | NÜR 28  |     | NC  | 0     | NC  | 0     |
| 2016 | BMW M6 GT3 | Max Koebolt        | MON Rit | SIL 30 | PRI 30  | SPA 6h 62 | SPA 12h 63 | SPA 24h Rit | NÜR 28  |     | NC  | 0     | NC  | 0     |
| 2016 | BMW M6 GT3 | Giorgio Roda       | MON Rit | SIL 30 | PRI 30  | SPA 6h 62 | SPA 12h 63 | SPA 24h Rit | NÜR     |     | NC  | 0     | NC  | 0     |
| 2016 | BMW M6 GT3 | Martin Tomczyk     | MON     | SIL    | PRI     | SPA 6h 62 | SPA 12h 63 | SPA 24h Rit | NÜR 15  |     | NC  | 0     | NC  | 0     |
| 2016 | BMW M6 GT3 | Stefano Comandini  | MON     | SIL    | PRI     | SPA 6h    | SPA 12h    | SPA 24h     | NÜR 28  |     | NC  | 0     | NC  | 0     |